# Cueva Gargantúa
Cueva Gargantúa (en inglés: Gargantua Cave) es una cueva de piedra caliza situada en la meseta Andy Good en la provincia de Columbia Británica, al oeste del país norteamericano de Canadá. Según datos de 2002 tiene 6001 m de pasajes con una profundidad de 286 m. Contiene la mayor caverna natural en Canadá a 290 metros de largo, 30 m de ancho y 25 m de altura.
En octubre de 2002, un grupo de estudiantes del club de espeleología W.R. Myers High School quedaron atrapados en la cueva durante la noche, después de no poder dar con la salida de la cascada.